# Jacquinotia
Jacquinotia is een geslacht van kreeftachtigen uit de klasse van de Malacostraca (hogere kreeftachtigen).

## Soort
- Jacquinotia edwardsii (Jacquinot, in Jacquinot & Lucas, 1853)